# Комінотто
Коміно́тто (мальт. Kemmunett) — дрібний острів у Середземному морі, входить до Мальтійського архіпелагу та є територією держави Мальта. Адміністративно належить до муніципалітету Айнсілем.

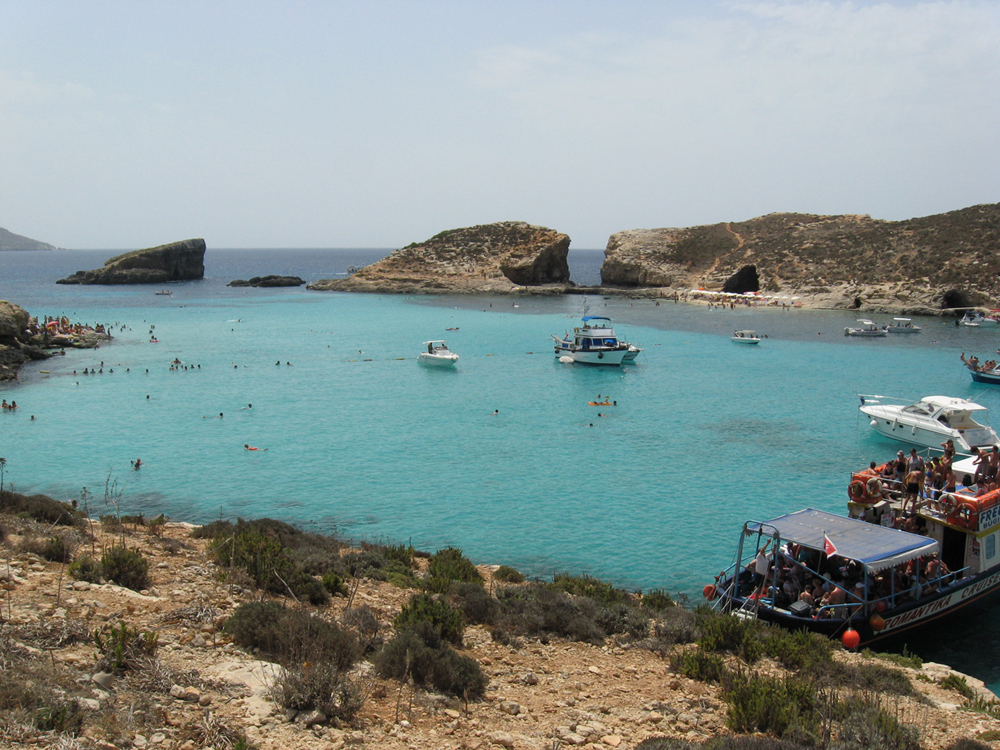
Вигляд на острів

Розташований на захід від острова Коміно, між двом головними островами архіпелагу — островом Мальта на сході та островом Гоцо на заході. Від Коміно його відокремлює відома серед туристів Блакитна лагуна.
Загальна площа острова становить всього 0,25 км². Береги стрімкі, скелясті. На південний схід тягнуться декілька залишкових скель-островів.